# Cox Peaks
I Cox Peaks  sono una serie di picchi rocciosi posizionati su una dorsale, situati circa 9 km a sudest del Monte Crockett e che terminano nel Ghiacciaio Scott. Appartengono alle Hays Mountains, catena montuosa che fa parte dei Monti della Regina Maud, in Antartide. 
Furono mappati nel 1960-64 dalla United States Geological Survey (USGS ) sulla base di ispezioni in loco e utilizzando le fotografie aeree scattate dalla U.S. Navy.
La denominazione è stata assegnata dall'Advisory Committee on Antarctic Names (US-ACAN) in onore di Allan V. Cox, geologo della USGS presso la Stazione McMurdo nel 1965-66.